# Comuna Vîsoki Bairakî
Vîsoki Bairakî (în ucraineană Високі Байраки) este o comună în raionul Kirovohrad, regiunea Kirovohrad, Ucraina, formată din satele Androsove, Cervonîi Kut, Rojneativka și Vîsoki Bairakî (reședința).

## Demografie
Componența lingvistică a comunei Vîsoki Bairakî
     Ucraineană (95,35%)
     Rusă (3,68%)
     Alte limbi (0,96%)
Conform recensământului din 2001, majoritatea populației comunei Vîsoki Bairakî era vorbitoare de ucraineană (95,35%), existând în minoritate și vorbitori de rusă (3,68%).